# Bernhard von Watzdorf

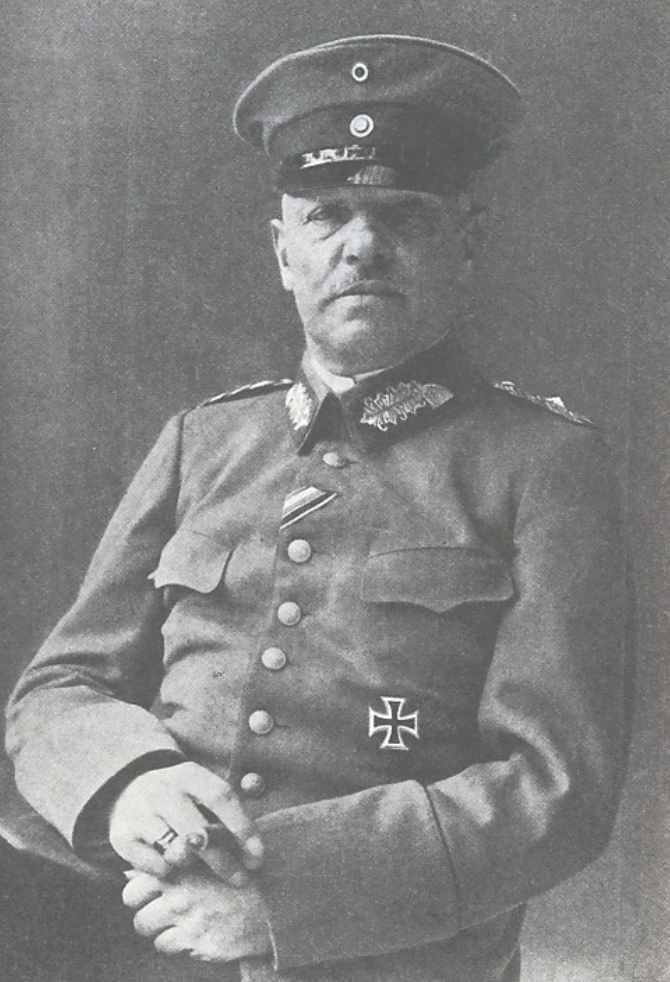
Bernhard von Watzdorf

Gustav Bernhard von Watzdorf (* 10. Mai 1860 in Kötteritzsch; † 2. Februar 1921) war ein sächsischer General der Infanterie.

## Leben

### Herkunft
Bernhard entstammte dem Zweig Brambach des 1. Astes der I. Linie Altengesees des ursprünglich thüringischen Adelsgeschlecht von Watzdorf. Er war der Sohn des Grundbesitzers Bernhardt von Watzdorf (1815–1889) auf Kötteritzsch und dessen Ehefrau Therese, geborene aus dem Winckel (1830–1899).

### Militärkarriere
Watzdorf besuchte die Lehr- und Erziehungsanstalt des Dr. Christian Friedrich Krause in Dresden und wechselte später auf das Königliche Gymnasium Dresden-Neustadt. Im Winterhalbjahr 1875/76 trat er in das Kadettenkorps der Sächsischen Armee und wurde 1879 als Fähnrich im Schützen-(Füsilier-)Regiment „Prinz Georg“ Nr. 108 angestellt. Dort stieg er bis Ende September 1892 zum Hauptmann und Kompaniechef auf. Unter Stellung à la suite wurde Watzdorf als Adjutant der 5. Infanterie-Brigade Nr. 63 kommandiert und am 17. Mai 1896 unter Überweisung zum Generalstab des Generalkommandos in den Generalstab der Armee versetzt. Von dort folgte am 1. April 1898 seine Kommandierung zum Großen Generalstab der Preußischen Armee in Berlin und am 13. September 1899 die Beförderung zum Major. Unter Enthebung von seinem Kommando nach Preußen wurde Watzdorf am 23. März 1901 der Zentralabteilung des Generalstab zugeteilt und ein Jahr später zum Generalstab der 2. Division Nr. 24 versetzt. Mit der Ernennung zum Bataillonskommandeur im 8. Infanterie-Regiment „Prinz Johann Georg“ Nr. 107 trat Watzdorf in den Truppendienst zurück. Unter Beförderung zum Oberstleutnant wurde er am 22. April 1905 zum Stab des 4. Infanterie-Regiments Nr. 103 versetzt.
Nach Beförderung zum Oberst am 21. Mai 1907 wurde er Kommandeur des 9. Infanterie-Regiments Nr. 133 in Zwickau. Mit einem Patent vom 21. April 1911 wurde Watzdorf am 20. März 1912 Generalmajor und Kommandeur der 6. Infanterie-Brigade Nr. 64. In gleicher Eigenschaft übernahm er am 25. März 1913 die 2. Infanterie-Brigade Nr. 46, die er nach Ausbruch des Ersten Weltkrieges zunächst in das neutrale Belgien führte. Dort geriet ein Trupp seiner Brigade zwei Nächte vor dem als Massaker von Dinant bekannt gewordenen Kriegsverbrechen in der Stadt unter Beschuss. Daran schlossen sich Kämpfe in Flandern sowie in Nordfrankreich an. Als Generalleutnant wurde er am 7. Januar 1915 mit dem Ritterkreuz des Militär-St.-Heinrichs-Ordens ausgezeichnet. Er wurde am 16. Januar 1915 als Nachfolger von Alexander von Larisch Kommandeur der 23. Reserve-Division (1. Königlich Sächsische) und konnte sich erneut bei der Abwehrschlacht in der Champagne auszeichnen, wofür er am 29. Oktober 1915 mit dem Kommandeurkreuz II. Klasse des Militär-St.-Heinrichs-Ordens ausgezeichnet wurde. Auch wurde er 1916 mit dem Roten Adlerorden II. Klasse mit Schwertern ausgezeichnet. Er stellte im Frühjahr 1917 die 46. Landwehr-Division (2. Königlich Sächsische) auf und führte diese bis September 1917. Sein Nachfolger war der Generalmajor Otto von Ompteda, während Watzdorf als Nachfolger von Hans Krug von Nidda Kommandeur des XXVII. Reserve-Korps wurde. Er führte das Reserve-Korps bei Kiew an der Ostfront und führte es im Februar 1919 wieder in die Heimat zurück, wo er schließlich als General der Infanterie ausschied.

### Familie
Watzdorf heiratete am 23. Juni 1898 Anna Basse. Aus der Ehe ging der spätere Oberst im Generalstab der Wehrmacht, NVA-Offizier und Geheimen Informant des Ministeriums für Staatssicherheit Sohn Bernhard sowie die Tochter Anna Marie (* 1902) hervor.